# Eredivisie (vrouwenhandbal) 1998/99
De Eredivisie is de hoogste afdeling van het Nederlandse handbal bij de vrouwen op landelijk niveau. In het seizoen 1998/1999 werd Zeeman Vastgoed/SEW landskampioen. PSV en Dalfsen degradeerden naar de Eerste divisie.

## Teams
| Club                  | Plaats     | Provincie     |
| --------------------- | ---------- | ------------- |
| AAC 1899              | Arnhem     | Gelderland    |
| Dalfsen               | Dalfsen    | Overijssel    |
| Hellas                | Den Haag   | Zuid-Holland  |
| Finish Profiles/OSC   | Amsterdam  | Noord-Holland |
| PSV                   | Eindhoven  | Noord-Brabant |
| Van der Voort/Quintus | Kwintsheul | Zuid-Holland  |
| Zeeman Vastgoed/SEW   | Nibbixwoud | Noord-Holland |
| Swift                 | Roermond   | Limburg       |
| Koenders/V&L          | Geleen     | Limburg       |
| De Volewijckers       | Amsterdam  | Noord-Holland |

## Reguliere competitie

### Stand
| Pos | Team                  | Wed | W  | G | V  | Ptn | DV  | DT  | +/−  | Opmerking                           |
| --- | --------------------- | --- | -- | - | -- | --- | --- | --- | ---- | ----------------------------------- |
| 1   | Zeeman Vastgoed/SEW   | 18  | 16 | 0 | 2  | 32  | 482 | 367 | +115 | Gekwalificeerd voor kampioenspoule  |
| 2   | De Volewijckers       | 18  | 14 | 0 | 4  | 28  | 442 | 391 | +51  | Gekwalificeerd voor kampioenspoule  |
| 3   | Swift                 | 18  | 13 | 0 | 5  | 26  | 453 | 390 | +63  | Gekwalificeerd voor kampioenspoule  |
| 4   | AAC 1899              | 18  | 9  | 0 | 9  | 18  | 377 | 344 | +33  | Gekwalificeerd voor kampioenspoule  |
| 5   | Hellas                | 18  | 8  | 2 | 8  | 18  | 404 | 419 | −15  | Gekwalificeerd voor kampioenspoule  |
| 6   | Van der Voort/Quintus | 18  | 9  | 0 | 9  | 18  | 372 | 387 | −15  | Gekwalificeerd voor degradatiepoule |
| 7   | Finish Profiles/OSC   | 18  | 6  | 0 | 12 | 12  | 413 | 436 | −23  | Gekwalificeerd voor degradatiepoule |
| 8   | Dalfsen               | 18  | 5  | 2 | 11 | 12  | 366 | 448 | −82  | Gekwalificeerd voor degradatiepoule |
| 9   | PSV                   | 18  | 4  | 0 | 14 | 8   | 371 | 433 | −62  | Gekwalificeerd voor degradatiepoule |
| 10  | Koenders/V&L          | 18  | 4  | 0 | 14 | 8   | 388 | 453 | −65  | Gekwalificeerd voor degradatiepoule |

### Uitslagen
| Thuis \ Uit           | AAC   | DAL   | HEL   | OSC   | PSV   | QUI   | SEW   | SWI   | V&L   | VOL   |
| --------------------- | ----- | ----- | ----- | ----- | ----- | ----- | ----- | ----- | ----- | ----- |
| AAC 1899              |       | 24–14 | 16–17 | 18–16 | 22–17 | 26–12 | 22–18 | 24–27 | 25–18 | 21–22 |
| Dalfsen               | 14–24 |       | 20–20 | 25–32 | 22–13 | 24–23 | 19–29 | 18–25 | 20–17 | 20–25 |
| Hellas                | 27–22 | 21–21 |       | 32–25 | 24–20 | 18–14 | 15–29 | 26–29 | 25–23 | 31–22 |
| Finish Profiles/OSC   | 17–16 | 21–24 | 26–25 |       | 35–25 | 15–17 | 19–31 | 27–29 | 27–28 | 19–30 |
| PSV                   | 14–17 | 25–21 | 20–19 | 20–25 |       | 19–20 | 29–25 | 22–27 | 23–17 | 21–26 |
| Van der Voort/Quintus | 17–16 | 32–18 | 32–18 | 21–18 | 28–24 |       | 21–24 | 17–25 | 25–14 | 17–25 |
| Zeeman Vastgoed/SEW   | 25–24 | 31–16 | 26–22 | 28–20 | 29–21 | 32–19 |       | 26–22 | 28–20 | 24–11 |
| Swift                 | 28–23 | 21–18 | 28–18 | 31–25 | 20–15 | 17–19 | 21–24 |       | 34–18 | 23–25 |
| Koenders/V&L          | 19–21 | 25–30 | 28–25 | 16–29 | 24–17 | 28–19 | 26–28 | 20–24 |       | 23–24 |
| De Volewijckers       | 22–16 | 40–22 | 18–21 | 20–17 | 32–26 | 26–19 | 20–25 | 25–22 | 29–24 |       |

## Nacompetitie

### Stand
| Pos | Team                  | Wed | W | G | V | Ptn | DV  | DT  | +/− | Opmerking                                   |
| --- | --------------------- | --- | - | - | - | --- | --- | --- | --- | ------------------------------------------- |
| 1   | Van der Voort/Quintus | 8   | 6 | 0 | 2 | 17  | 163 | 139 | +24 |                                             |
| 2   | Finish Profiles/OSC   | 8   | 4 | 1 | 3 | 13  | 184 | 166 | +18 |                                             |
| 3   | Koenders/V&L          | 8   | 5 | 0 | 3 | 11  | 148 | 153 | −5  |                                             |
| 4   | PSV                   | 8   | 3 | 1 | 4 | 9   | 147 | 157 | −10 | Best of two tegen kampioenen eerste divisie |
| 5   | Dalfsen               | 8   | 1 | 0 | 7 | 5   | 153 | 180 | −27 | Directe degradatie naar eerste divisie      |

### Uitslagen
| Thuis \ Uit           | DAL   | OSC   | PSV   | QUI   | V&L   |
| --------------------- | ----- | ----- | ----- | ----- | ----- |
| Dalfsen               |       | 21–25 | 21–17 | 13–17 | 22–24 |
| Finish Profiles/OSC   | 30–23 |       | 24–27 | 25–21 | 28–18 |
| PSV                   | 19–17 | 20–20 |       | 13–14 | 15–14 |
| Van der Voort/Quintus | 28–19 | 21–20 | 24–15 |       | 24–18 |
| Koenders/V&L          | 20–17 | 15–12 | 23–21 | 16–14 |       |

### Stand
| Pos | Team                | Wed | W | G | V | Ptn | DV  | DT  | +/− | Opmerking                        |
| --- | ------------------- | --- | - | - | - | --- | --- | --- | --- | -------------------------------- |
| 1   | Zeeman Vastgoed/SEW | 8   | 7 | 1 | 0 | 20  | 221 | 178 | +43 | Gekwalificeerd voor Best of Five |
| 2   | AAC 1899            | 8   | 5 | 1 | 2 | 13  | 200 | 191 | +9  | Gekwalificeerd voor Best of Five |
| 3   | Swift               | 8   | 4 | 1 | 3 | 12  | 195 | 188 | +7  |                                  |
| 4   | De Volewijckers     | 8   | 1 | 1 | 6 | 7   | 179 | 191 | −12 |                                  |
| 5   | Hellas              | 8   | 0 | 2 | 6 | 3   | 172 | 219 | −47 |                                  |

### Uitslagen
| Thuis \ Uit         | AAC   | HEL   | SEW   | SWI   | VOL   |
| ------------------- | ----- | ----- | ----- | ----- | ----- |
| AAC 1899            |       | 30–25 | 19–19 | 25–21 | 27–26 |
| Hellas              | 22–29 |       | 18–37 | 24–24 | 26–26 |
| Zeeman Vastgoed/SEW | 31–24 | 27–23 |       | 33–31 | 26–19 |
| Swift               | 28–22 | 21–14 | 24–26 |       | 22–21 |
| De Volewijckers     | 19–24 | 25–20 | 20–22 | 23–24 |       |

## Best of Five
|  | Zeeman Vastgoed/SEW | 25 - 20 | AAC 1899 | 't Span, Wognum |
|  |                     |         |          | 't Span, Wognum |
|  |                     |         |          | 't Span, Wognum |

|  | AAC 1899 | 20 - 21 | Zeeman Vastgoed/SEW | Arnhem |
|  |          |         |                     | Arnhem |
|  |          |         |                     | Arnhem |

|  | Zeeman Vastgoed/SEW | 27 - 24 | AAC 1899 | 't Span, Wognum |
|  |                     |         |          | 't Span, Wognum |
|  |                     |         |          | 't Span, Wognum |

|  | AAC 1899 | v | Zeeman Vastgoed/SEW | Arnhem |
|  |          |   |                     | Arnhem |
|  |          |   |                     | Arnhem |

|  | Zeeman Vastgoed/SEW | v | AAC 1899 | 't Span, Wognum |
|  |                     |   |          | 't Span, Wognum |
|  |                     |   |          | 't Span, Wognum |